# No es bueno que el hombre esté solo
No es bueno que el hombre esté solo es una película española de 1973, dirigida por Pedro Olea. Con música de Alfonso G. Santiesteban, sus principales intérpretes son José Luis López Vázquez, Carmen Sevilla, Máximo Valverde, Helga Liné y Eduardo Fajardo. Tiene una duración de 88 minutos.

## Sinopsis
Martín es un hombre atormentado y solitario que guarda un vergonzoso secreto: vive con una muñeca como si fuera su esposa. Esta idílica existencia amorosa se verá gravemente complicada cuando entren en su vida una prostituta, su hija y más tarde el chulo de aquella.